# Alagoa

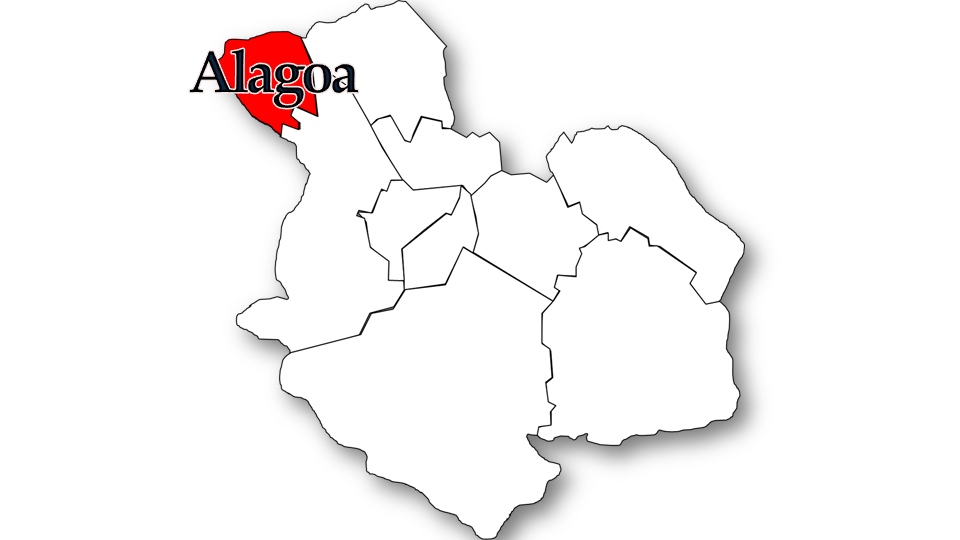
Localização no Município de Portalegre

Alagoa é uma povoação portuguesa sede da Freguesia de Alagoa do Município de Portalegre, freguesia com 18,19 km² de área e 543 habitantes (censo de 2021), tendo, por isso, uma densidade populacional de 29,9 hab./km².

## Demografia
A população registada nos censos foi:
| Distribuição da População por Grupos Etários | Distribuição da População por Grupos Etários | Distribuição da População por Grupos Etários | Distribuição da População por Grupos Etários | Distribuição da População por Grupos Etários |
| -------------------------------------------- | -------------------------------------------- | -------------------------------------------- | -------------------------------------------- | -------------------------------------------- |
| Ano                                          | 0-14 Anos                                    | 15-24 Anos                                   | 25-64 Anos                                   | > 65 Anos                                    |
| 2001                                         | 103                                          | 85                                           | 355                                          | 172                                          |
| 2011                                         | 76                                           | 56                                           | 341                                          | 196                                          |
| 2021                                         | 50                                           | 52                                           | 270                                          | 171                                          |

## História

### As Origens de Alagoa
Deduz-se que a origem geográfica da aldeia tenha ocorrido num local denominado “Pombal”, que se situa a uma distância de cerca de 600 metros do centro do atual aglomerado. É composto apenas por três habitações, as quais mantém ainda a traça de outrora, estando uma delas praticamente em ruínas.
Nas proximidades desse local existia uma lagoa. A qual, com o passar do tempo –  e devido a fatores geográficos – desapareceu, ficando apenas a sua designação.
Devido ao isolamento provocado pelo mato agreste e pelos caminhos dificilmente transitáveis, os nossos antepassados ao querem fixar-se neste local, começaram a construir as suas habitações em zonas mais planas, com melhores acessos e em redor da lagoa existente, afastando-se assim do local denominado “Pombal”. Daí a proveniência do nome da aldeia, surgido pelo hábito das suas gentes ao dizerem: “vou à lagoa”.

### Gentes e Tradições
Envolta num meio rural, antigamente, a população desta freguesia vivia predominantemente do trabalho no campo.  Mais tarde, continuando em grande percentagem no trabalho de agricultura, virou-se também para a indústria: serralharias,  carpintarias, panificação, moagem e lagar de azeite. Algumas famílias dedicavam-se ainda à exploração do leite. Ou seja, tinham uma ou mais vacas leiteiras, que alimentavam de pequenas parcelas de terreno que elas próprias cultivavam, as quais ordenhavam para vender o leite de forma cooperante.
O trabalho no campo durava todo o ano. Em Janeiro faziam a “monda”, ou seja, com um sacho tiravam as ervas dos campos de trigo, anteriormente plantados. Mais tarde era altura de sachar o milho, o qual já seria colhido por altura do Verão. O milho era colocado em monte para ser “desembandeirado”, isto é, era-lhe tirada a maçaroca, a qual era depois “descarolada” (tirar o carolo, ou seja, despegar os bagos de milho). Esta última tarefa era geralmente feita à noite, com a ajuda de vizinhos e familiares, onde se ouviam divertidas histórias e muitas cantigas populares. No princípio de Maio, ceifava-se a aveia, o centeio e, por fim, o trigo. Depois de ceifados, o centeio era malhado e o trigo era amontoado para ser transportado em carros de bois para um local plano e livre de arvoredo, onde era empilhado em forma de pirâmide, a que se dava o nome de “eiras”. Feito este trabalho, as mulheres limpavam o terreno, onde apanhavam alguma comida para os animais. Depois de limpo, os homens lavravam-no, utilizando um arado que era puxado por bois ou mulas. Chegada a altura da apanha da azeitona, em Outubro, homens e mulheres colhiam-na e transportavam-na para o lagar, onde era transformada em azeite.
Alagoa também sempre foi terra de costumes e tradições, entre as quais se encontram grandes casamentos, a celebração do carnaval, festas religiosas e os santos populares.

### Os Casamentos
Se há algo que mudou muito em Alagoa foram as festas de casamento. Atualmente duram apenas um dia, enquanto que antigamente duravam três dias.
Mandava a tradição que os pais dos noivos ofertassem um bolo finto a todos os convidados. Os bolos começavam a ser amassados na quarta-feira antes do casamento, que se realizava no sábado seguinte. Ficavam a levedar (em massa) durante toda a noite e eram tendidos e cozidos no forno no dia seguinte. Também na quinta-feira, mas à noite, a casa da noiva era “composta”, ou seja, decorada. Na sexta-feira começava então a grande festa, que se iria prolongar pelos três dias seguintes. Os noivos faziam a festa separada para os seus convidados, ou seja os convidados do noivo tomavam as suas refeições num local; os convidados da noiva ficavam noutro local diferente. Todos os convidados só se juntavam no dia do casamento, na igreja, no copo-de-água e à tarde e noite, durante o baile.
Na sexta-feira, véspera do casamento, já os convidados ceavam por conta da boda. No sábado, pela manhã, todos os convidados tomavam o pequeno almoço, seguido de baile até à hora de almoço. Após o mesmo, todos voltavam às suas casas, onde vestiam roupas novas para a cerimónia. Dirigiam-se a casa da noiva ou do noivo, conforme a origem do convite, deslocando-se depois o noivo, na companhia dos seus convidados, a casa da noiva, de onde partiam todos juntos para a igreja onde seria realizada a cerimónia. Embora o baile acabasse tarde, os convidados ainda iam fazer o "descante" aos noivos, (ainda hoje é tradição), ou seja, alguns convidados deslocavam-se à nova casa dos noivos, após terminar o baile, onde entoavam umas quadras populares, muitas vezes improvisadas, pedindo aos noivos vinho e comida. A palavra "descante" significa “concerto popular de vozes e instrumentos”.
No dia seguinte (domingo) todos se voltavam a juntar logo cedo para tomar o pequeno almoço. E, como não podia deixar de ser, este era o princípio da festa que se prolongaria durante todo o dia e, mais uma vez, pela noite fora. Apesar de no domingo a festa acabar tarde, segunda-feira era dia de trabalho e não havia cansaço que justificasse uma falha.

### O Carnaval
Segundo pessoas mais idosas, o Carnaval já não é o que era! As pessoas que se trajavam para o Carnaval (os mascarados) envergavam, por exemplo, traje de alpalhoeira (traje bordado, típico de Alpalhão) e cigana, entre outros. Dançavam ao som do acordeão, acompanhado por vozes mais dotadas. Nesse tempo, os “mascarados” deambulavam de casa em casa, onde pediam qualquer coisa. Geralmente recebiam enchidos, que depois levavam para uma patuscada no Largo do Rossio.
É também na quadra carnavalesca que se comemoram “o dia dos compadres” e “o dia das comadres”. No dia dos compadres, quinze dias antes do último dia de Carnaval, os rapazes, ou seja, os compadres, saíam à rua até de madrugada, com fachos,  que colhiam no campo, e depois acendiam. No dia das comadres, oito dias antes do último dia de Carnaval, as raparigas também se divertiam. Elas reuniam-se nas suas casas, onde preparavam o seu jantar, com tudo o que cada uma levava. Embora este dia fosse dedicado às comadres, os rapazes não passavam despercebidos. No dia das comadres os rapazes andavam pelas ruas atrás das comadres com chocalhos fazendo uma enorme barulheira. Quando os rapazes faziam isto dizia-se que andavam a chocalhar as comadres (tradição já perdida).
Durante a época carnavalesca, os rapazes tinham o objetivo de colher o maior número de fachos possíveis, pois quanto mais fachos possuíssem, mais longa seria a noite e mais tempo duraria o seu divertimento. Por exemplo, um dos seus divertimentos era fazer "dlin-dlões" às raparigas solteiras pela noite fora. Ou seja, prendiam um pau, por uma das extremidades, à porta de casa das raparigas, e com uma corda grande na outra extremidade puxavam num vai-e-vem, que obrigava o pau bater na porta provocando um enorme estrondo, que levava os pais das raparigas a levantarem-se durante a noite para soltar o pau da sua porta. Esta tradição nunca se perdeu, pois, ainda hoje, sempre que se inicia o carnaval, os pais que têm filhas solteiras não dormem descansados!
Atualmente, o carnaval recuperado pela Junta de Freguesia em 2004, faz-se de uma forma organizada. Com desfile, sempre na Terça-Feira de Carnaval, pelas ruas da aldeia, terminando sempre com um baile e lanche para todos os participantes. 

### As Festas Populares e Religiosas
Em Alagoa, em todas as festas reinava a alegria e o divertimento. Eram todas diferentes, pois cada uma tinha a sua razão de ser e em cada uma se comemorava um acontecimento ou uma data. No decurso do ano existiam três festas principais: A Senhora do Pé da Cruz, o S. João e a Senhora do Rosário. 
Quando as datas destas festas se aproximavam, era semeado centeio e cevada, para se ter abundância nas comemorações. Na véspera ou até mesmo no próprio dia, as raparigas, depois de virem do trabalho, iam compor o altar da igreja, para a missa e procissão, nas quais toda a população comparecia.
A primeira festa era a Senhora do Pé da Cruz. No dia da festa, os festeiros iam convidar as “madrinhas de bandeira”, que eram três raparigas que iriam participar na procissão realizada no São João, a mais baixa iria ao meio e levava a bandeira no início da procissão. As outras duas, de altura semelhante, levavam as lanternas laterais. Nesse dia à noite as “madrinhas de bandeira” iam a casa dos festeiros comer uma taça de arroz doce.
Ao contrário do que se pode imaginar, o São João em Alagoa não era comemorado no dia do santo mas em finais de Agosto, depois de acabarem as ceifas. Até se costumava dizer que o São João de Alagoa era coxo por andar sempre atrasado. Fazia-se então uma procissão com todos os preceitos e com muita intensidade e significado. Também se faziam pequenas fogueiras pelas ruas e uma grande no Largo do Rossio. Nesse tempo, embora as raparigas trabalhassem arduamente durante o dia, quando largavam o trabalho iam caiar e enfeitar com flores algumas das fontes da aldeia, especialmente a Fonte Velha. À meia-noite, um elemento de cada família ia à fonte encher um cântaro de água – a água de S. João. Era também à meia-noite que se queimava a tradicional boneca de S. João feita de trapos e giestas com bombas no interior. Com o rebentar das bombas, as raparigas dançavam e cantavam em redor da fonte. Dava-se também início ao baile no Largo do Rossio, onde muitas vezes se dançava toda a noite ao som de vozes que raramente se cansavam. Aliás quase todos os bailes aconteciam não com tocadores mas apenas com pessoas que cantavam, mesmo sem música. E quando havia tocador, e estes terminavam a sua atuação, tal não significava o fim do baile!

## Património arquitetónico
Património arquitetónico listado no SIPA:
- Escola Primária de Alagoa
- Fonte Velha em Alagoa
- Igreja Paroquial de Alagoa / Igreja de São Miguel